# Maresché

Maresché este o comună în departamentul Sarthe, Franța. În 2009 avea o populație de 900 de locuitori.